# آبراهم رومرو
آبراهم رومرو (انگلیسی: Abraham Romero؛ زادهٔ ۱۸ فوریهٔ ۱۹۹۸) بازیکن فوتبال اهل مکزیک است.
از باشگاه‌هایی که در آن بازی کرده‌است می‌توان به باشگاه فوتبال پاچوکا اشاره کرد.
وی همچنین در تیم‌های ملی فوتبال United States men's national under-17 soccer team, Mexico national under-17 football team, Mexico national under-20 football team، و Mexico national under-21 football team بازی کرده‌است.